# Nicolas Isouard
Nicolas (eller Nicolò) Isouard (även kallad Nicolò de Malte), född den 6 december 1775 på Malta, död den 23 mars 1818 i Paris, var en fransk tonsättare.

## Biografi
Isouard, som var elev av Guglielmi med flera, debuterade 1794 i Florens med operan L'avviso ai maritati och blev samma år organist i Valletta samt därefter kapellmästare hos Malteserorden. Sedan orden förlorat Malta, reste han till Paris 1799 och uppträdde med flera operor, bland dem Michel Ange (1802) och Cendrillon (1810), vilken nådde höjdpunkten av framgång. 
Konkurrensen med Boïeldieu, efter dennes återkomst från Ryssland, hade ett hälsosamt inflytande på Isouards stil och bragte till mognad hans bästa verk: Jeannot et Colin (1814) och Joconde (samma år), där hans flytande melodiska uppfinning, fina smak och aktningsvärda vetande kom till full uppenbarelse. 
Oregelbundet levnadssätt orsakade emellertid snart hans för tidiga död. I Stockholm spelades av Isouards operor 1807 "Intrigen i fönstren" (L'intrigue aux fenêtres), 1811 Cendrillon, 1814 "De löjliga mötena" (Les Rendez-vous bourgeois) och 1820 "Joconde".